# Baden Powell (artiest)
Baden Powell de Aquino (Varre-Sai, 6 augustus 1937 – Rio de Janeiro, 26 september 2000) was een Braziliaans bossanovagitarist.

## Discografie

### Albums
| Album met eventuele hitnotering(en) in de Nederlandse Album Top 100 | Datum van verschijnen | Datum van binnenkomst | Hoogste positie | Aantal weken | Opmerkingen              |
| ------------------------------------------------------------------- | --------------------- | --------------------- | --------------- | ------------ | ------------------------ |
| Le Monde Musical de Baden Powell, Vol. 1                            | 1963                  | -                     |                 |              | Disques Barclay/Polygram |
| Tristeza on Guitar                                                  | 1966                  | -                     |                 |              | Verve                    |
| Tempo Feliz                                                         | 1966                  | -                     |                 |              | Forma/Polygram           |
| Poems on Guitar                                                     | 1967                  | -                     |                 |              | Saba                     |
| Fresh Winds                                                         | 1969                  | -                     |                 |              | United Artists           |
| 27 Horas de Estudio                                                 | 1969                  | -                     |                 |              | Elenco                   |
| Baden Powell Swings with Jimmy Pratt                                | 1969                  | -                     |                 |              | Elenco/Polygram          |
| Billy Nencioli + Baden Powell                                       | 1969                  | -                     |                 |              | Barclay/Polygram         |
| Le Monde Musical de Baden Powell, Vol. 2                            | 1969                  | -                     |                 |              | Barclay/Polygram         |
| Canto on Guitar                                                     | 1970                  | -                     |                 |              | MPS                      |
| Solitude on Guitar                                                  | 1971                  | -                     |                 |              | Columbia                 |
| E de Lei                                                            | 1972                  | -                     |                 |              | Philips                  |
| La Grande Réunion                                                   | 1974                  | -                     |                 |              | Festival                 |
| Estudos                                                             | 1975                  | -                     |                 |              | Verve                    |
| The Frankfurt Opera Concert 1975 [live]                             | 1975                  | -                     |                 |              | Tropical Music           |
| Nosso Baden                                                         | 1980                  | -                     |                 |              | WEA                      |
| Melancolie                                                          | 1985                  | -                     |                 |              | Accord                   |
| Seresta Brasileira                                                  | 1988                  | -                     |                 |              | Milestone                |
| Bossa Nova Guitarra Jubileu                                         | 1993                  | -                     |                 |              | Saludos Amigos           |
| Three Originals                                                     | 1993                  | -                     |                 |              | Polygram                 |
| Baden Powell                                                        | 1993                  | -                     |                 |              | MPS                      |
| Rio Das Valsas [1994]                                               | 1994                  | -                     |                 |              | Alex                     |
| Guitar Pieces                                                       | 1994                  | -                     |                 |              | Etcetera                 |
| Live in Hamburg                                                     | 1995                  | -                     |                 |              | Acoustic Music           |
| Guitar Music                                                        | 1995                  | -                     |                 |              | Etcetera/Qualiton        |
| Live in Rio                                                         | 1996                  | -                     |                 |              | Iris                     |
| Os Afro Sambas                                                      | 1996                  | -                     |                 |              | Iris                     |
| Felicidade                                                          | 1996                  | -                     |                 |              | Adda                     |
| Rio Das Valsas [1996]                                               | 1996                  | -                     |                 |              | Iris                     |
| Mestres Da MPB                                                      | 1996                  | -                     |                 |              | WEA Latina               |
| Baden Powell a Paris                                                | 1996                  | -                     |                 |              | Rge                      |
| Baden Powell                                                        | 1997                  | -                     |                 |              | Musidisc                 |
| A Vontade                                                           | 1997                  | -                     |                 |              | Polygram Brazil          |
| Guitar Artistry of Baden Powell                                     | 1998                  | -                     |                 |              | Dom                      |
| Baden Powell de Aquino                                              | 2001                  | -                     |                 |              | Iris                     |
| Lembrancas                                                          | 2001                  | -                     |                 |              | Trama                    |
| De Rio a Paris                                                      | 2003                  | -                     |                 |              | Body & Soul              |
| Fremeaux and Associates Recordings 1994-1996                        | 2003                  | -                     |                 |              | Fremeaux & Associes      |
| O Universo Musical de Baden Powell                                  | 2003                  | -                     |                 |              | Sunnyside                |
| Rio das Valsas [2003]                                               | 2003                  | -                     |                 |              | Iris                     |
| Live in Montreux                                                    | 2004                  | -                     |                 |              | Fremeaux & Associes      |
| Le Monde Musical de Baden Powell                                    | 2005                  | -                     |                 |              | Universal                |
| At the Rio Jazz Club [live]                                         | 2005                  | -                     |                 |              | Iris                     |
| Baden Live a Bruxelles                                              | 2005                  | -                     |                 |              | Sunnyside                |
| Musica                                                              | 2005                  | -                     |                 |              | WEA International        |